# Список умерших в 1791 году
В этой статье представлен список известных людей, умерших в 1791 году.
См. также: Категория:Умершие в 1791 году

## Январь
- 4 января — Этье́нн Мори́с Фальконе́, французский скульптор, в своих произведениях воплотивший эмоционально-лирическую линию европейского классицизма XVIII века.

## Май
- 22 мая — Юхан Андреас Муррей, шведский ботаник, врач, профессор ботаники и медицины, ученик Карла Линнея, один из его «апостолов»

## Декабрь
5 декабря — Моцарт, Вольфганг Амадей, австрийский композитор.